# Břevnovek
Břevnovek je zaniklá ves na území Prahy, o níž se zachovala ojedinělá zpráva z roku 1430 – byla možná osadou, která nahradila dříve zaniklou osadu Kuromrtvy v blízkosti dnešního Břevnova. Ležela pravděpodobně v místech na Bílé hoře, kde se dnes nachází Malý Břevnov.